# Час пик (телепрограмма)
«Час пик» — популярная в 1990-е годы телепрограмма телекомпании ВИД в жанре аналитического ток-шоу, скопированная с шоу Ларри Кинга Larry King Live вплоть до подтяжек ведущего, одна из программ, «изменивших представление россиян о телевидении». Выходила на ОРТ с понедельника по четверг в 19 часов. Первый выпуск состоялся 30 мая 1994 года. Первый ведущий — Влад Листьев. В программе в студию приглашался гость, и с ним велись беседы на актуальные темы. После убийства Влада Листьева вечером 1 марта 1995 года многие предполагали, что программа будет закрыта, но она продолжила свой выход в эфир. Вечером 2 марта 1995 года вышел специальный выпуск программы для Влада Листьева, в честь его памяти. С 6 марта до 28 сентября 1995 года программу вели поочередно Сергей Шатунов и Дмитрий Киселёв, с 2 октября 1995 года до 1996 программу вели поочередно Дмитрий Киселёв и Андрей Разбаш. С 2 сентября 1996 года ток-шоу вёл один Андрей Разбаш. В феврале 1998 года программа освещала Олимпийские игры в Нагано. Последний выпуск программы состоялся 26 ноября 1998 года.
Тема двадцатиминутной программы, как правило, выстраивалась вокруг какого-либо информационного повода, связанного с событиями в политике, экономике, культуре или спорте. В отдельных случаях гость мог быть приглашён и без особого повода. Ключевыми критериями для появления гостя в кадре являлись не его известность или раскрученность, а профессионализм и интерес для зрителя. Андрей Разбаш в своё время вывел следующую формулу, впоследствии ставшую частью анонса: «Политики и бизнесмены, священники и актёры, журналисты и учёные, люди разных мнений, разных взглядов… Они вам знакомы — или не знакомы совсем… но с ними всегда интересно».
В нескольких выпусках программы «Угадай мелодию» 1996—1998 годов, в категории «Музыка на ТВ» присутствовала музыка из заставки этой программы.

## История
Выходила в прямом эфире на 1-м канале Останкино, а с 3 апреля 1995 года — на ОРТ с понедельника по четверг в 19:00. Первый выпуск вышел 30 мая 1994 года. До 1 марта 1995 года программу вёл Влад Листьев. В студию программы приглашался гость, и с ним велись беседы на актуальные темы. Николай Гульбинский в рецензии на книгу «Влад Листьев. Пристрастный реквием» отмечал:
На Первом канале существовали расценки для политиков за участие в тех или иных программах. Так, за участие в передаче «Час Пик» требовалось заплатить 40 тысяч долларов. Могу подтвердить, что цифра вполне реальная. Существовала такая практика и на других каналах
После убийства Влада Листьева 2 марта 1995 года вышел выпуск программы, посвящённый Листьеву без ведущего (голос за кадром — Елена Саркисян). В дальнейшем на протяжении 9 дней выходили передачи, также посвящённые Листьеву, со вступительными словами его друзей, а также гостей, не успевших принять участие в программе. 3 марта 1995 года вступительное слово произнёс Андрей Макаревич. 6 марта 1995 года вышел 5-минутный выпуск с поэтом Андреем Вознесенским, в котором он прочитал свои стихи к 8 марта. 7 марта вступительное слово произнесла Елена Боннэр. Выпуск 8 марта начался со вступительного слова Лидии Федосеевой-Шукшиной, а 9 марта программу открыл Виталий Вульф.
С 13 по 29 марта 1995 года программу поочерёдно вели друзья и коллеги Влада Листьева: Александр Любимов, Андрей Макаревич, Леонид Парфёнов, Владимир Молчанов и другие.
Позднее был проведён опрос среди зрителей передачи, который показал, что самый высокий рейтинг был у выпуска, где ведущим был Дмитрий Киселёв. В случае его отказа Андрей Разбаш мог поставить на место передачи в сетке латиноамериканский сериал.
Из-за большого риска и занятости Киселёв решил вести программу понедельно с Сергеем Шатуновым (до 28 сентября 1995 года), причём планировалось в итоге оставить одного Шатунова, так как у Киселёва в то время была своя передача «Окно в Европу». Одновременно с этим часть закадровых сотрудников программы ушла из ВИDа в телекомпанию НТВ, где начали работу над схожим проектом в формате интервью «Герой дня».
После ухода Шатунова из передачи почти год — со 2 октября 1995 до 29 августа 1996 года — программу поочередно вели Дмитрий Киселёв и Андрей Разбаш. Со 2 сентября 1996 года ток-шоу вёл один Андрей Разбаш. Во второй половине июля и начале августа 1996 года в программе освещались Летние Олимпийские игры в Атланте.
29 декабря 1997 года в программе приняли участие сказочные персонажи Эдуарда Успенского — Братья Пилоты (Шеф и Коллега).
В феврале 1998 года программа освещала Олимпийские игры в Нагано. Для съёмок была сооружена студия прямо в Олимпийском парке, и каждый день на интервью к Андрею Разбашу приглашались спортсмены, среди которых были Любовь Егорова, Лариса Лазутина и Ольга Данилова. Проблема была в том, что спортсменки не отличались красноречием, поэтому вскоре Разбаш понял, что идея обречена на провал. Через неделю олимпийский «Час пик» стал выходить из Москвы уже в другом формате — диалог ведущего с комментаторами, но не в прямом эфире.
В связи со значительным снижением рейтингов передачи, осенью 1998 года её хронометраж был сокращён с 26 до 18 минут, а время выхода перенесено на 18:40. В то же время на канале РТР начала выходить похожая по формату программа «Первая студия», которую также вёл Андрей Разбаш, однако просуществовала она всего одну неделю.
В ноябре 1998 года, пока Андрей Разбаш был в отпуске, проект был сначала заменён другой передачей-интервью Анны Прохоровой с кабинетом министров, а потом и вовсе закрыт руководством ОРТ. Официальная причина — передача эфирного времени в прайм-тайм общественно-политическим программам. Позже место передачи заняло ток-шоу Александра Любимова «Здесь и сейчас».
В 2007 году выпуски 1994 года повторялись на канале «Ретро ТВ». С 5 по 25 августа и с 28 сентября 2013 года 20 выпусков 1995—1996 годов с ведущими Сергеем Шатуновым, Дмитрием Киселёвым и Андреем Разбашом повторялись на канале «Ретро» (Стрим).
С 1 ноября по 15 декабря 2014 года девять выпусков 1994—1995 годов с ведущими Владом Листьевым, Сергеем Шатуновым, Дмитрием Киселёвым и Андреем Разбашем повторял телеканал «Время». Затем, с 9 марта по 5 апреля 2015 года в рамках месяца, посвящённого 20-летию Первого канала, были показаны 22 лучших выпуска программы за всю её историю существования, включая последний выпуск с ведущим Владиславом Листьевым от 1 марта 1995 года.